# Albaniens flag
Det nationale albanske flag er et flag med en rød grundfarve og en sort tohovedet ørn i midten. Det kommer fra det lignende segl for Gjergj Kastrioti Skanderbeg, som er en albaner fra det 15. århundrede, som ledte en revolte mod Det Osmanniske Rige. Denne revolte førte til en kort uafhængighed i Albanien fra 1433 til 1478. Det nuværende flag blev officielt indført den 7. april 1992, men tidligere albanske stater som kongedømmerne og den efterkrigs kommunistiske stat brugte lignende flag. Kongedømmerne havde "Skanderbegs hjelm" over ørnen og kommunisterne en rød stjerne med en gul omkreds.
- Wikimedia Commons har flere filer relateret til Albaniens flag

| Flag | Spire Denne artikel om flag eller vexillologi er en spire som bør udbygges. Du er velkommen til at hjælpe Wikipedia ved at udvide den. |